# Airexpo
Airexpo és un espectacle aeri francès iniciat el 1987. És el tercer espectacle aeri més important de França. Es celebra anualment a l'aeròdrom de Muret-Lherm a la suburbaine de Tolosa, ciutat famosa per la seva indústria aeronàutica, com a bressol de molts fabricants, així com la seu d'Airbus. Una de les primeres trobades de la temporada francesa, té lloc tradicionalment a la segona quinzena de maig. És organitzat cada mes de maig, per dues universitats franceses aeronàutiques (ENAC i ISAE). Els fabricants presenten sovint les seves aeronaus més recents en demostracions de vol.